# John Edward Marr
Pour les articles homonymes, voir Marr.
John Edward Marr (14 juin 1857-1er octobre 1933) est un géologue britannique.

## Biographie
Il naît à Morecambe dans le Lancashire, troisième fils et plus jeune des neuf enfants de John et Mary Marr, son père est un banquier aisé de Morecambe. Il étudie à la Grammar School de Lancaster puis entre au St John's College de Cambridge en 1875.
Marr publie son premier article sur la géologie du Lake District en 1878, premier d'une série qui le consacre comme l'un des meilleurs spécialistes de la géologie de cette région de son temps.
Il étudie les relations entre paysage et géologie et est l'un des pionniers de ce domaine avec son livre The Scientific Study of Scenery.
Il est élu membre de la Royal Society le 4 juin 1891.
Membre de la Geological Society of London pendant plus de trente ans il en est le président de 1904 à 1906. Il reçoit la médaille Lyell en 1900, la médaille Wollaston en 1914 et la médaille royale en 1930. Marr succède à Thomas McKenny Hughes comme professeur de géologie Woodwardien de 1917 à 1930. Le minéral marrite porte son nom.